# Spilosoma taliensis
Spilosoma taliensis är en fjärilsart som beskrevs av Rothschild 1933. Spilosoma taliensis ingår i släktet Spilosoma och familjen björnspinnare. Inga underarter finns listade i Catalogue of Life.